# Vīsmeh
Vīsmeh (persiska: ويسمه) är en ort i Iran.   Den ligger i provinsen Markazi, i den centrala delen av landet, 220 km sydväst om huvudstaden Teheran. Vīsmeh ligger 1 675 meter över havet och antalet invånare är 594.
Terrängen runt Vīsmeh är en högslätt, och sluttar söderut. Runt Vīsmeh är det ganska tätbefolkat, med 120 invånare per kvadratkilometer. Närmaste större samhälle är Dāvūdābād, 10,3 km öster om Vīsmeh. Trakten runt Vīsmeh består i huvudsak av gräsmarker.